# Hoplobatrachus occipitalis
Hoplobatrachus occipitalis (tên tiếng Anh: Crowned Bullfrog) là một loài ếch trong họ Ranidae.
Nó được tìm thấy ở Algérie, Angola, Bénin, Burkina Faso, Burundi, Cameroon, Cộng hòa Trung Phi, Tchad, Cộng hòa Congo, Cộng hòa Dân chủ Congo, Bờ Biển Ngà, Guinea Xích Đạo, Ethiopia, Gabon, Gambia, Ghana, Guinea, Guinea-Bissau, Kenya, Liberia, Libya, Mali, Mauritania, Maroc, Niger, Nigeria, Rwanda, Senegal, Sierra Leone, Sudan, Tanzania, Togo, Uganda, Tây Sahara, và Zambia.
Các môi trường sống tự nhiên của chúng là các khu rừng ẩm ướt đất thấp nhiệt đới hoặc cận nhiệt đới, xavan khô, xavan ẩm, vùng đất có cây bụi nhiệt đới hoặc cận nhiệt đới, vùng cây bụi ẩm khu vực nhiệt đới hoặc cận nhiệt đới, đồng cỏ khô nhiệt đới hoặc cận nhiệt đới vùng đất thấp, đồng cỏ nhiệt đới hoặc cận nhiệt đới vùng ngập nước hoặc lụt theo mùa, sông, sông có nước theo mùa, hồ nước ngọt, hồ nước ngọt có nước theo mùa, đầm nước ngọt, đầm nước ngọt có nước theo mùa, suối nước ngọt, đất canh tác, vùng đồng cỏ, vườn nông thôn, các khu rừng trước đây bị suy thoái nặng nề, và ao.
Nó bị đe dọa do mất môi trường sống.